# Henry Stephenson
Henry Stephenson (* 16. April 1871 auf Grenada, Kleine Antillen; † 24. April 1956 in San Francisco, Kalifornien; eigentlich Harry Stephenson Garraway) war ein britischer Schauspieler, der in den 1930er- und 1940er-Jahren in Filmen meistens freundliche und ehrenhafte Gentlemen spielte.

## Leben und Karriere
Harry Stephenson Garraway wurde als Sohn britischer Eltern auf der Atlantikinsel Grenada geboren. Später zog seine Familie zurück nach Großbritannien und er erhielt seine schulische Ausbildung im englischen Rugby. Erst mit über 20 Jahren begann er, unter dem Künstlernamen Henry Stephenson als Schauspieler in Theatern in Großbritannien und später in den Vereinigten Staaten aufzutreten. 1901 hatte er seinen ersten Auftritt am Broadway, in den nächsten Jahrzehnten sollten rund 30 weitere Stücke folgen. 1917 gab Stephenson sein Filmdebüt im Stummfilm The Spreading Dawn, allerdings sollte er erst mit Beginn des Tonfilms regelmäßig in Filmen auftreten.
1931 und 1932 spielte er am Broadway im Erfolgsstück Cynara, das über 200 Aufführungen hatte. Mit der Verfilmung des Stücks mit Ronald Colman gelangte der zu diesem Zeitpunkt 60-jährige Stephenson nach Hollywood und blieb dort. Der weißhaarige, hochgewachsene Schauspieler konnte sich dort schnell als Nebendarsteller etablieren; er verkörperte zumeist die Rolle des weisen und ehrenvollen britischen Gentlemans. Häufig verkörperte er Gelehrte, Offiziere, Richter und Aristokraten. Er wurde häufig an der Seite von Errol Flynn eingesetzt, etwa in Unter Piratenflagge (1935) und Der Prinz und der Bettelknabe (1937). Stephenson spielte viele historische Figuren, etwa Claude van Mercy in Marie-Antoinette (1938) sowie Baron Burghley in Günstling einer Königin im folgenden Jahr.
In der Literaturverfilmung Der kleine Lord (1936) verkörperte Stephenson die Rolle des freundlichen Anwalts Mr. Havisham. In einer weiteren Literaturverfilmung, Oliver Twist (1948), spielte er neben Alec Guinness die Rolle des Mr. Brownlow, des unbekannten Großvaters der Titelfigur. Ende der 1940er-Jahre zog er sich zusehends aus dem Schauspielgeschäft zurück. Seinen letzten von mehr als 80 Film- und Fernsehauftritten hatte er 1951 in der Fernsehreihe Studio One. Er starb fünf Jahre später, acht Tage nach seinem 85. Geburtstag. Stephenson führte seine einzige Ehe mit der Schauspielerin Ann Shoemaker, mit der er bis zu seinem Tod verheiratet blieb. Sie hatten eine Tochter. Er fand seine letzte Ruhe auf dem Kensico Cemetery in Valhalla.

## Filmografie (Auswahl)
- 1917: The Spreading Dawn
- 1919: A Society Exile
- 1932: Eine Scheidung (A Bill of Divorcement)
- 1932: Feuerkopf (Red-Headed Woman)
- 1932: The Animal Kingdom
- 1933: Vier Schwestern (Little Women)
- 1933: Meine Lippen lügen nicht (My Lips Betray)
- 1934: Prinzessin für 30 Tage (Thirty-Day Princess)
- 1934: The Richest Girl in the World
- 1934: Stingaree
- 1935: Die öffentliche Meinung (Reckless)
- 1935: Unter Piratenflagge (Captain Blood)
- 1935: Spione küßt man nicht (Rendezvous)
- 1935: Meuterei auf der Bounty (Mutiny on the Bounty)
- 1936: Der Erbe des Hauses Farrington (Give Me Your Heart)
- 1936: Der kleine Lord (Little Lord Fauntleroy)
- 1936: Der Verrat des Surat Khan (The Charge of the Light Brigade)
- 1936: Geliebter Rebell (Beloved Enemy)
- 1937: Maria Walewska (Conquest)
- 1937: Finale in Sankt Petersburg (The Emperor’s Lights)
- 1937: Der Prinz und der Bettelknabe (The Prince and the Pauper)
- 1938: Marie-Antoinette
- 1938: Suez
- 1938: Dramatic School
- 1938: Gauner mit Herz (The Young in Heart)
- 1939: Die Abenteuer des Sherlock Holmes (The Adventures of Sherlock Holmes)
- 1939: Günstling einer Königin (The Private Lives of Elizabeth and Essex)
- 1939: Tarzan und sein Sohn (Tarzan Finds a Son!)
- 1940: Spring Parade (Spring Parade)
- 1940: Galopp ins Glück (Down Argentine Way)
- 1942: Das große Spiel (Rings on her Fingers)
- 1944: Mein Schatz ist ein Matrose (Two Girls and a Sailor)
- 1945: Tarzan und die Amazonen (Tarzan and the Amazons)
- 1946: Das Vermächtnis (The Green Years)
- 1946: Tag und Nacht denk’ ich an Dich (Night and Day)
- 1946: Flucht von der Teufelsinsel (The Return of Monte Cristo)
- 1947: Clara Schumanns große Liebe (Song of Love)
- 1947: Dark Delusion
- 1947: Ivy
- 1947: Endspurt (The Homestretch)
- 1948: Oliver Twist
- 1948: Die unvollkommene Dame ( Julia Misbehaves)
- 1948: Betrogene Jugend (Enchantment)
- 1949: Lassie in Not (Challenge to Lassie)